# Ratnowice
Ratnowice (niem. Rathmannsdorf) – wieś w Polsce położona w województwie opolskim, w powiecie nyskim, w gminie Otmuchów.

## Nazwa
W księdze łacińskiej Liber fundationis episcopatus Vratislaviensis (pol. Księga uposażeń biskupstwa wrocławskiego), spisanej za czasów biskupa Henryka z Wierzbna w latach 1295–1305, miejscowość wymieniona jest w zlatynizowanej formie Rathnovitz w szeregu wsi lokowanych na prawie polskim iure polonico. Po drugiej wojnie światowej wioska przez pewien czas nosiła nazwę Radziszów.

## Historia
Najstarsza wzmianka o wsi pochodzi z 1248 r. Wieś wymieniana w podręcznikach historii Polski jako przykład wprowadzenia trójpolówki.
W latach 1975–1998 miejscowość administracyjnie należała do ówczesnego województwa opolskiego.
W latach 1945–1954 miejscowość należała do gminy Trzeboszowice. Od 1955 r. w wyniku reformy administracji w gromadzie Meszno, którą zniesiono z końcem 1959 r., a wieś włączono do gromady Trzeboszowice. Po likwidacji gromad w 1973 należy do gminy Kałków, a po jej likwidacji w 1975 r. do gminy Otmuchów.

## Zabytki
Do wojewódzkiego rejestru zabytków wpisany jest kościół par. pod wezwaniem św. Marcina, z XVI/XVII w., przebudowany w latach 1755–1756, w stylu barokowym, ostatnio rozbudowany w 1935 r. Istnienie kościoła parafialnego w Ratnowicach jest poświadczone w źródłach historycznych (Liber fundationis z około 1305 r.).